# تیله‌کند
تیله‌کند (به ترکی آذربایجانی: Tiləkənd) یک منطقهٔ مسکونی در جمهوری آذربایجان است که در شهرستان یاردیملی واقع شده‌است.